# Gümüşhane
Pour la province, voir Gümüşhane (province).
Gümüşhane est une ville de l’est de la Turquie. Elle existe depuis l’époque byzantine. Des ruines de la ville ancienne sont visibles à quelques kilomètres de la ville actuelle.
Connue alors sous le nom d’Argyrópolis (grec : Αργυρόπολις. ἄργυρος « árguros » = argent et πόλις « pólis » = ville), la ville de l’argent (Ag.), le nom turc de la ville reprend cette dénomination, Gümüşhane signifiant le lieu de l’argent.
La ville est située dans une étroite vallée traversée par une rivière : le Harsit. Le département compte 186 953 habitants dont 109 383 vivant en milieu rural et travaillant dans l’agriculture.